# Batteriofago

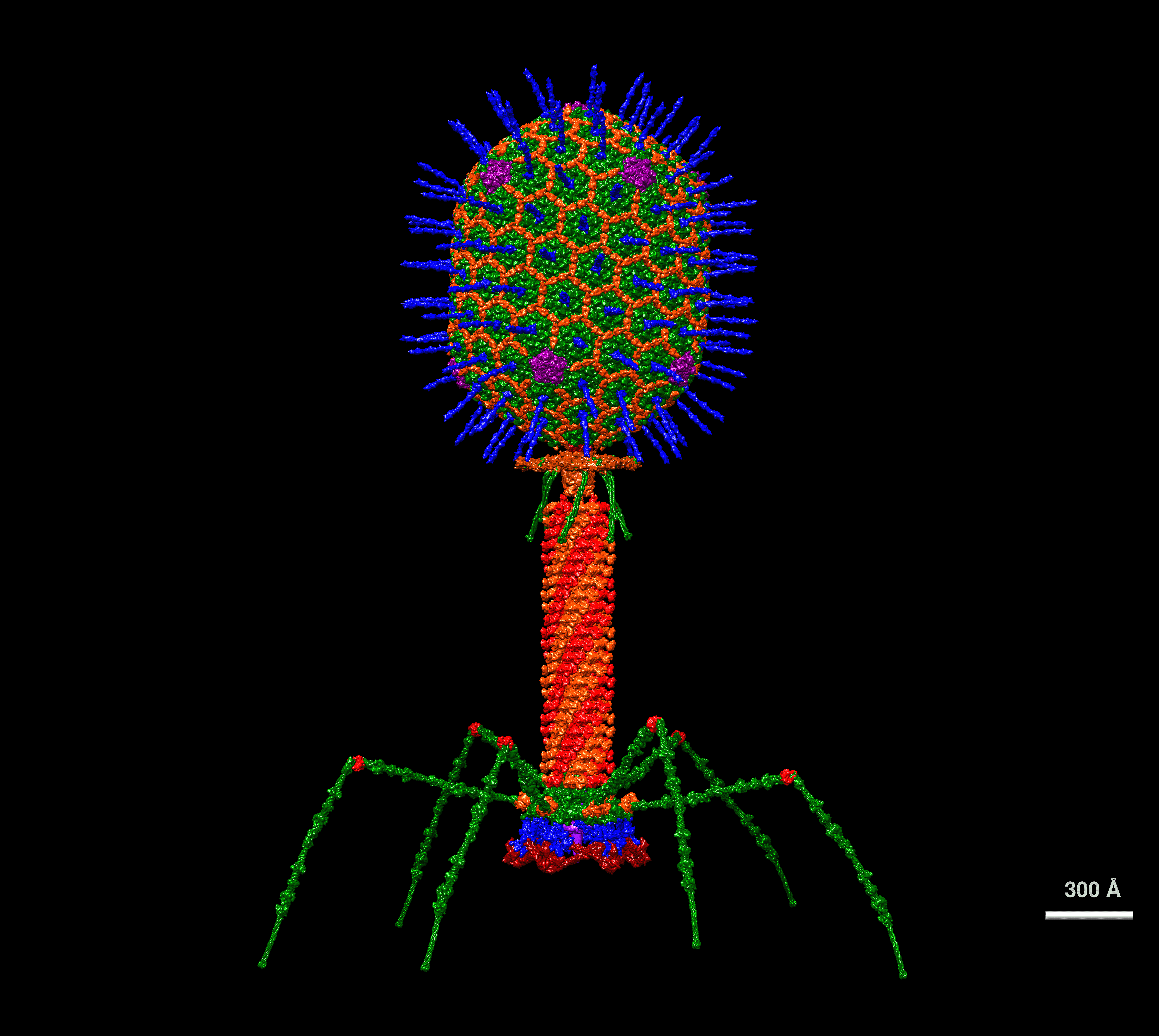
Modello atomico della struttura di un batteriofago T4

Struttura tipica di un batteriofago della serie T myovirus

Un batteriofago o fago è un virus che infetta esclusivamente i batteri e sfrutta il loro apparato biosintetico per effettuare la replicazione virale. L'infezione virale del batterio ne causa la morte per lisi, ossia mediante rottura della membrana plasmatica dovuta all'accumulo della progenie nel citoplasma.
I batteriofagi sono composti da proteine che incapsulano un genoma a DNA o  RNA; esso può avere strutture semplici o elaborate. I loro genomi possono codificare fino a quattro geni (ad esempio MS2) e fino a centinaia di geni. I fagi si replicano all'interno del batterio dopo l'iniezione del loro genoma nel citoplasma.
Inoltre, i batteriofagi sono tra le entità più comuni e diverse nella biosfera; essi sono presenti ovunque si trovino batteri. Si stima che ci siano più di 1031 batteriofagi sul pianeta, più di ogni altro organismo terrestre, compresi i batteri, combinati.
Una delle maggiori fonti naturali di fagi e altri virus è l'acqua di mare, dove sono stati trovati fino a 9x108 virioni per millilitro in tappeti microbici in superficie, inoltre fino al 70% dei batteri marini può essere infetto da fagi.
I fagi sono stati usati dalla fine del XX secolo come alternativa agli antibiotici sia nell'ex Unione Sovietica sia nell'Europa centrale, nonché in Francia.
Sono visti come una possibile terapia contro i ceppi multi-farmaco-resistenti di molti batteri (vedi terapia fagica). D'altra parte, i fagi di Inoviridae hanno dimostrato di complicare i biofilm coinvolti nella polmonite e la fibrosi cistica e di proteggere i batteri dai farmaci destinati a debellare le malattie, promuovendo così un'infezione persistente.

## Struttura
I batteriofagi più complessi, come quelli della serie T (ad esempio il fago T2), hanno forma di spillo. La testa costituisce il capside e racchiude l'acido nucleico; al di sotto di essa vi è una sorta di collare, cui è attaccata una coda, la quale termina all'estremità basale con 5-6 filamenti detti fibre caudali, essi sono coperti dalla proteina virale, ovvero una sostanza che gli permette di riconoscere le cellule da infettare, per poi iniettarci dentro il suo DNA o RNA.

## Replicazione

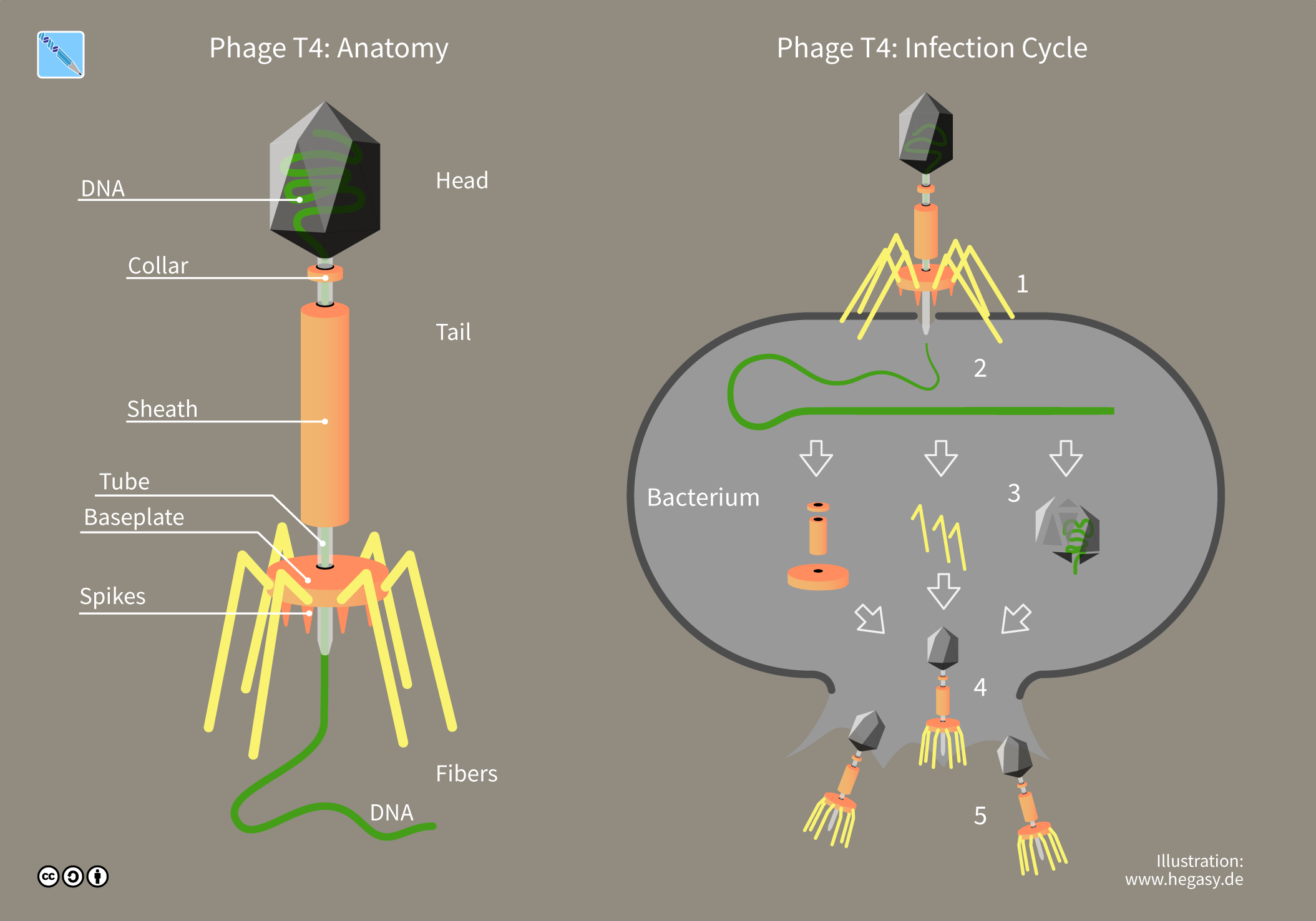
Anatomia e ciclo infettivo di un fago T4

Il batteriofago attacca il batterio fissando le fibre caudali su un punto preciso della sua membrana cellulare. Con un meccanismo di contrazione inietta al suo interno il proprio acido nucleico, mentre l'involucro proteico rimane all'esterno.
Una volta penetrato, il genoma fagico può seguire due vie:
- nel ciclo litico utilizzerà l'apparato di replicazione dell'ospite per produrre nuove particelle fagiche fino al raggiungimento del volume di scoppio, momento in cui la cellula si disgregherà per lisi;
- nel ciclo lisogeno il genoma fagico si integrerà in un punto specifico (attλ, nel caso del fago λ) del cromosoma batterico. In questo stato integrato il fago viene chiamato profago e, ogni qual volta il cromosoma batterico si replica, verrà replicato anche il genoma fagico. Il batterio che contiene il profago viene detto "lisogeno". Lo stato di profago viene mantenuto da una specifica proteina prodotta dal fago; l'allontanamento di questo repressore induce il passaggio verso il ciclo litico.

## Classificazione
I batteriofagi si trovano abbondantemente nella biosfera, con diversi genomi e stili di vita. I fagi sono classificati dall'International Committee on Taxonomy of Viruses (ICTV) in base alla morfologia e all'acido nucleico.
| Order           | Famiglia           | Morfologia                                   | Acido nucleico                                    | Esempi                                   |
| --------------- | ------------------ | -------------------------------------------- | ------------------------------------------------- | ---------------------------------------- |
| Belfryvirales   | Turriviridae       | Avvolto, isometrico                          | Lineare dsDNA                                     |                                          |
| Caudovirales    | Ackermannviridae   | Coda contrattile non avvolta                 | Lineare dsDNA                                     |                                          |
| Caudovirales    | Myoviridae         | Coda contrattile non avvolta                 | Lineare dsDNA                                     | T4, Mu, P1, P2                           |
| Caudovirales    | Siphoviridae       | Coda non avvolgente, non contrattile (lunga) | Lineare dsDNA                                     | λ, T5, HK97, N15                         |
| Caudovirales    | Podoviridae        | Coda non avvolgente, non contrattile (corta) | Lineare dsDNA                                     | T7, T3, Φ29, P22                         |
| Halopanivirales | Sphaerolipoviridae | Avvolto, isometrico                          | Lineare dsDNA                                     |                                          |
| Haloruvirales   | Pleolipoviridae    | Avvolto, pleomorfo                           | Circolare ssDNA, circolare dsDNA, o lineare dsDNA |                                          |
| Kalamavirales   | Tectiviridae       | Non avvolto, isometrico                      | Lineare dsDNA                                     |                                          |
| Levivirales     | Leviviridae        | Non avvolto, isometrico                      | Lineare ssRNA                                     | MS2, Qβ                                  |
| Ligamenvirales  | Lipothrixviridae   | Avvolto, a forma di bastoncino               | Lineare dsDNA                                     | Acidianus filamentous virus 1            |
| Ligamenvirales  | Rudiviridae        | Non avvolto, a forma di bastoncino           | Lineare dsDNA                                     | Sulfolobus islandicus rod-shaped virus 1 |
| Mindivirales    | Cystoviridae       | Avvolto, sferico                             | Segmentato dsRNA                                  |                                          |
| Petitvirales    | Microviridae       | Non avvolto, isometrico                      | Circolare ssDNA                                   | ΦX174                                    |
| Tubulavirales   | Inoviridae         | Non avvolto, filamentoso                     | Circolare ssDNA                                   | M13                                      |
| Vinavirales     | Corticoviridae     | Non avvolto, isometrico                      | Circolare dsDNA                                   | PM2                                      |
| Unassigned      | Ampullaviridae     | Non avvolto, a forma di limone               | Lineare dsDNA                                     |                                          |
| Unassigned      | Bicaudaviridae     | Nonenveloped, lemon-shaped                   | Circular dsDNA                                    |                                          |
| Unassigned      | Clavaviridae       | Nonenveloped, rod-shaped                     | Circular dsDNA                                    |                                          |
| Unassigned      | Finnlakeviridae    |                                              | dsDNA                                             | FLiP                                     |
| Unassigned      | Fuselloviridae     | Non avvolto, a forma di bastoncino           | Circolare DsDNA                                   |                                          |
| Unassigned      | Globuloviridae     | Avvolto, isometrico                          | Lineare dsDNA                                     |                                          |
| Unassigned      | Guttaviridae       | Non avvolto, ovoidale                        | Circolare dsDNA                                   |                                          |
| Unassigned      | Plasmaviridae      | Avvolto, pleomorfo                           | Circolare dsDNA                                   |                                          |
| Unassigned      | Portogloboviridae  | Avvolto, isometrico                          | Circolare dsDNA                                   |                                          |
| Unassigned      | Spiraviridae       | Non avvolto, a forma di bastoncino           | Circolare ssDNA                                   |                                          |
| Unassigned      | Tristromaviridae   | Avvolto, a forma di bastoncino               | Lineare dsDNA                                     |                                          |

È stato suggerito che membri della famiglia Picobirnaviridae infettino i batteri ma non i mammiferi.
Un'altra famiglia proposta è quella degli "Autolykiviridae" (dsDNA).